# Sotogrande
Sotogrande är en ort i Spanien.   Den ligger i provinsen Provincia de Cádiz och regionen Andalusien, i den södra delen av landet, 500 km söder om huvudstaden Madrid. Sotogrande ligger 14 meter över havet och antalet invånare är 184.
Terrängen runt Sotogrande är varierad. Havet är nära Sotogrande åt sydost.  Närmaste större samhälle är La Línea de la Concepción, 13,6 km söder om Sotogrande. 